# Бункер подводных лодок

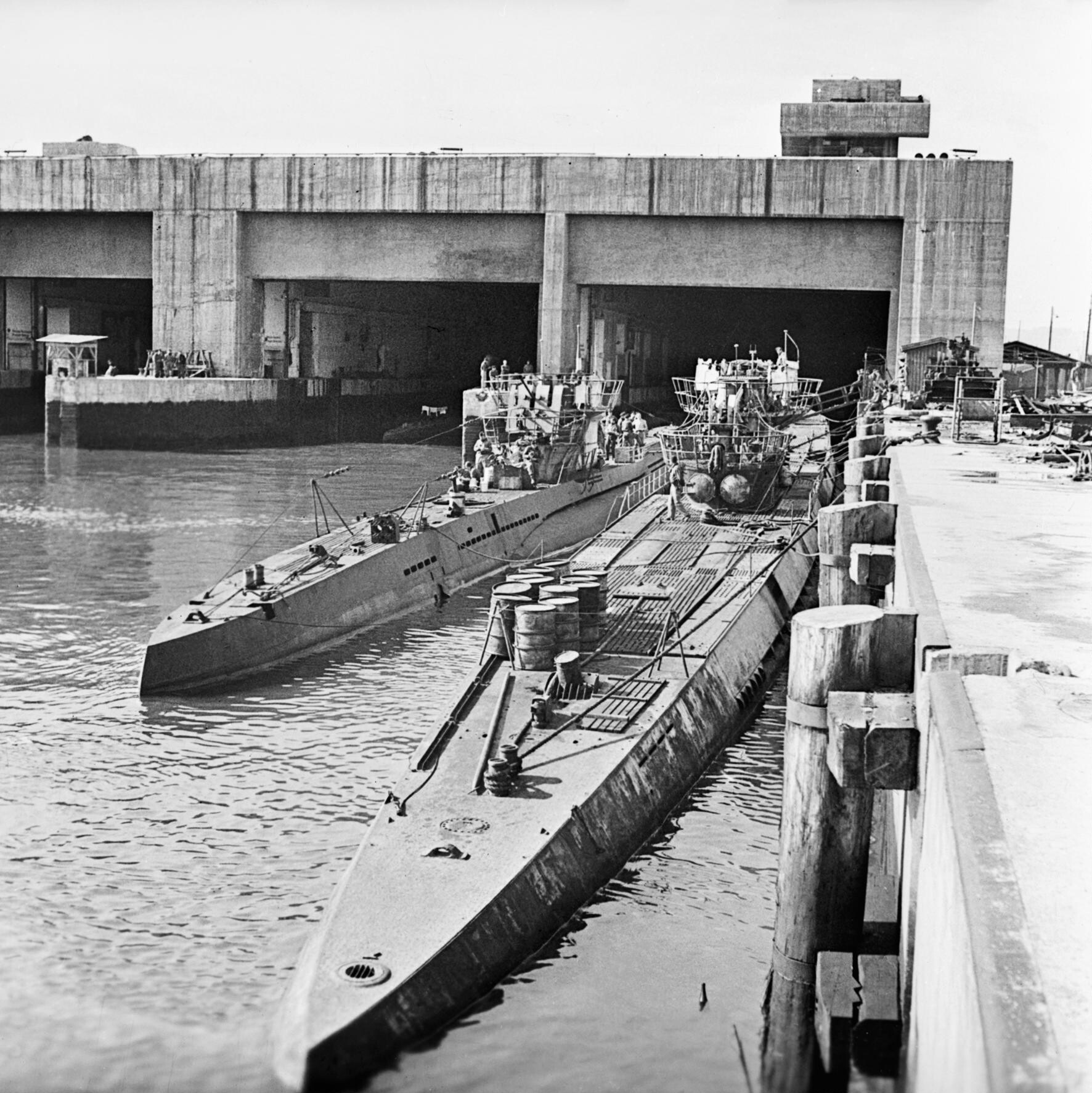
Капитулировавшие германские субмарины перед воротами бункера «Дора» в Тронхейме. Май 1945.

Бункер подводных лодок (англ. Sub Pen, нем. U-boot-bunker) — специфический класс железобетонных защитных сооружений, строившихся для прикрытия мест базирования подводных лодок от воздушных налётов. Впервые появились в Германии в годы Второй мировой войны. Предназначались для обеспечения ремонта, заправки и снаряжения субмарин в ситуации постоянных воздушных налётов на военно-морские базы. После Второй мировой, СССР и ряд других государств развили данную идею в виде подземных баз подводных лодок, преследующих ту же цель, но использующих подземные сооружения вместо надземных бункеров. В настоящее время, по причине чрезвычайно высокой стоимости, уязвимости для современных средств поражения и невозможности маскировки от спутниковой разведки, подобные сооружения более не применяются.

## История
Проблема защиты баз подводных лодок от воздушных бомбардировок приобрела особенную остроту в Германии в 1940—1941 годах. Захват военно-морских баз Франции на побережье Бискайского залива позволил, с одной стороны, значительно облегчить выход подводных лодок на океанские коммуникации Великобритании. Но с другой стороны, выдвижение субмарин на передовые базы одновременно сделало их гораздо более уязвимыми для интенсивных воздушных налётов. В то время как прежние базы германского флота на берегах Балтики и Северного моря были достаточно надёжно прикрыты системой раннего предупреждения и развитой сетью аэродромов, передовые базы, расположенные на побережье океана, были сравнительно открыты для налётов приближающихся со стороны моря британских бомбардировщиков.
Интенсивные воздушные налёты наносили существенный урон как конструкциям военно-морских баз, так и стоящим в доках подводным лодкам. Даже незначительные повреждения от ударной волны или осколков не позволяли вывести субмарину в море. Истребители и зенитная артиллерия не могли эффективно защищать расположенные на побережье и достаточно большие по площади военно-морские базы.
Ещё в Первую мировую войну немцы применяли деревянные защитные «крыши» для прикрытия доков подводных лодок. Помимо размещения маскировочных сетей, деревянное прикрытие также обеспечивало субмарине защиту от авиабомб небольшого калибра, сбрасываемых вручную с летящих на малой высоте бомбардировщиков. Появление в 1920-х годах прицельных приспособлений и тяжёлых авиабомб сделало деревянную защиту бесполезной, но сама идея физического укрытия подводных лодок от воздушных налётов тщательно рассматривалась немцами. В 1930-х годах, когда восстановление германского подводного флота ещё только начиналось, инженеры Кригсмарине начали изучать возможные проекты бетонных укрытий для передовых (подвергающихся наибольшему риску воздушного нападения) баз подводных лодок.
Осенью 1940 года началось строительство ранее уже утверждённых защитных сооружений в Гамбурге (бункер «Elbe II») и Гельголанде (бункер «Nordsee III»). Эти массивные сооружения на базах Кригсмарине должны были обеспечить возвращающиеся из походов подводные лодки надёжным и безопасным убежищем.
Изначально проект развивался исключительно как инициатива германского флота, но очень быстро стало ясно, что реализация подобных инженерных проектов далеко выходит за рамки возможностей Кригсмарине. В итоге, Организация Тодта взяла на себя строительство бункеров и обеспечение проектов рабочей силой за счёт местного населения и использования труда военнопленных.

## Конструкция бункеров
Типичный бункер подводных лодок обычно представлял собой прямоугольную конструкцию, состоявшую из расположенных параллельно друг другу железобетонных «пеналов», каждый из которых был рассчитан на одну или несколько субмарин. «Пеналы» разделялись массивными стенами-опорами, поддерживающими бомбонепроницаемую бетонную крышу и (в случае, если бомба-таки проникла бы внутрь конструкции) — изолирующими соседние «пеналы».

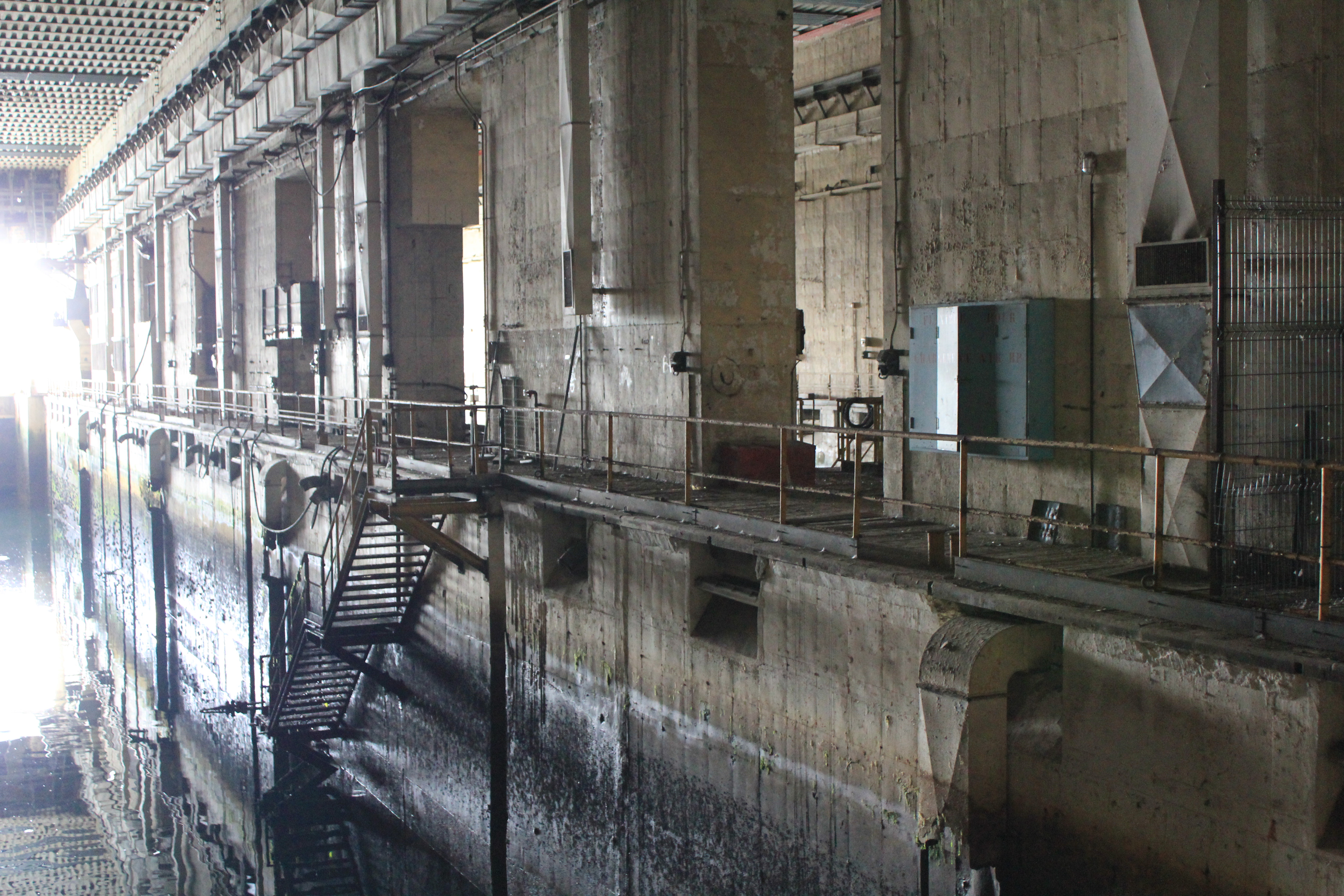
Вид изнутри бункера Keroman III

Каждый «пенал» представлял собой индивидуальный док, используемый для обслуживания и ремонта субмарины. Обычная длина «пенала» составляла 80-90 метров (размеры выбирались исходя из необходимости обслуживать крупные подводные лодки типа IX), ширина составляла от 10 до 17 метров. Одна крупная субмарина или от 2 до 4 средних и малых обычно могли обслуживаться одновременно.
Каждый «пенал» с одного конца открывался на фарватер порта. Некоторые «пеналы» закрывались герметичными дверями и могли использоваться как сухие доки для капитального ремонта, другие же представляли собой просто временные стоянки для субмарин.
Наиболее крупные базы — наподобие бункера в Сен-Назер — имели до 14 расположенных в ряд «пеналов», и могли одновременно обслуживать до 28 субмарин.
Конструкция бункера собиралась из множества слоев бетонных брусьев, уложенных в единую высокопрочную структуру на основе из высококачественной конструкционной стали. Крыша толщиной до 8 метров, согласно расчетам, могла выдержать попадание любой существующей на 1940—1941 год авиабомбы. Между слоями железобетона оставлялись специальные промежутки, служащие для ослабления ударной волны. Крыша бункера часто засыпалась гранитной крошкой, и оснащалась позициями для зенитной артиллерии.
Изначально, все бункеры строились в основном для обслуживания готовящихся к выходу в море лодок и текущего ремонта. По мере ухудшения для Германии военной обстановки, немцы начали переносить в бункеры основные ремонтные и сборочные мощности. Многие бункеры постройки 1942—1944 годов сооружались как сборочные площадки, где доставляемые с заводов секции корпусов подводных лодок соединялись вместе.

## Постройка
Бункеры подводных лодок развёртывались, в основном, на внешних базах Кригсмарине, во Франции и в Норвегии. В конце войны, по мере расширения радиуса интенсивных воздушных бомбардировок союзников, немцы начали строительство бункеров на базах балтийского побережья, пытаясь прикрыть от воздушных атак строительные мощности. Рассматривались также планы строительства бункеров в других бассейнах, включая Средиземное Море, и даже планы постройки бункера для подлодок в Констанце, для оперирования в Чёрном Море, но они не были реализованы.

### Базы на территории Германии
Гельголанд — до войны являвшийся основной базой германских ВМС в Северном Море, Гельголанд рассматривался как основной передовой пункт развертывания подлодок. Ещё в 1940 году здесь началось строительство бункера Nordsee-III, состоявшего из 3 «пеналов» на две субмарины каждый. В 1944 году бункер был оставлен персоналом, после войны использовался для испытаний различных видов оружия и был полностью уничтожен.

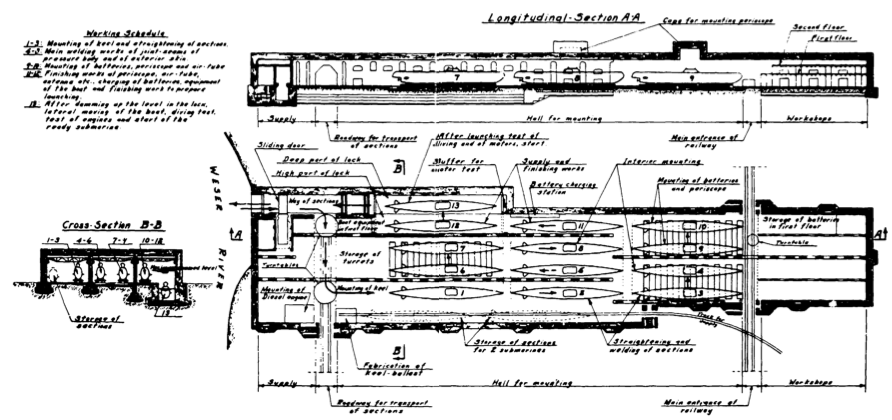
Схема бункера Valentin, Бремен

Бремен — в 1943—1944 году, в Бремене были начаты постройкой бункера Valentin и Hornisse. Если второй был достаточно типичной конструкцией, то Valentin представлял собой громадный сборочный завод для подводных лодок, где должны были из доставленных с заводов секций собираться Подводные лодки типа XXI. Ни один из бункеров в Бремене не был достроен.
Гамбург — в 1940 году в Гамбурге началось строительство двух бункеров, Elbe-II и Fink-II. Первый из них имел два «пенала», 112×25 м каждый, второй — пять «пеналов», 125x22 метра. Оба бункера были завершены в 1942 году и эксплуатировались до конца войны как ремонтные и строительные площадки.
Киль — бывший одной из основных баз германского ВМФ, город подвергался бомбардировкам с самого начала войны. В 1941—1943 годах в Киле были построены два бункера «Kilian» и «Konrad». Во время одной из бомбардировок, сброшенные в гавань бомбы произвели эффект искусственного цунами, захлестнувшего бункер «Killian» и потопившего подлодку U-4708, стоявшую в доке с открытыми люками. Также находившаяся в бункере U-170 из-за настойчивости капитана стояла с задраенными люками и не пострадала. U-4708 была единственной подлодкой, потопленной в бункере.
Вильгельмсхафен — строительство бункера планировалось в 1945 году, но ввиду капитуляции Германии не было начато.
Также заводы Blom&Voss (Гамбург), AG Weser (Бремен) и F. Scihau (Данциг) имели собственные укрытия, предназначавшиеся для защиты строящихся подлодок. Эти сооружения флоту не принадлежали.

### Базы на территории Франции

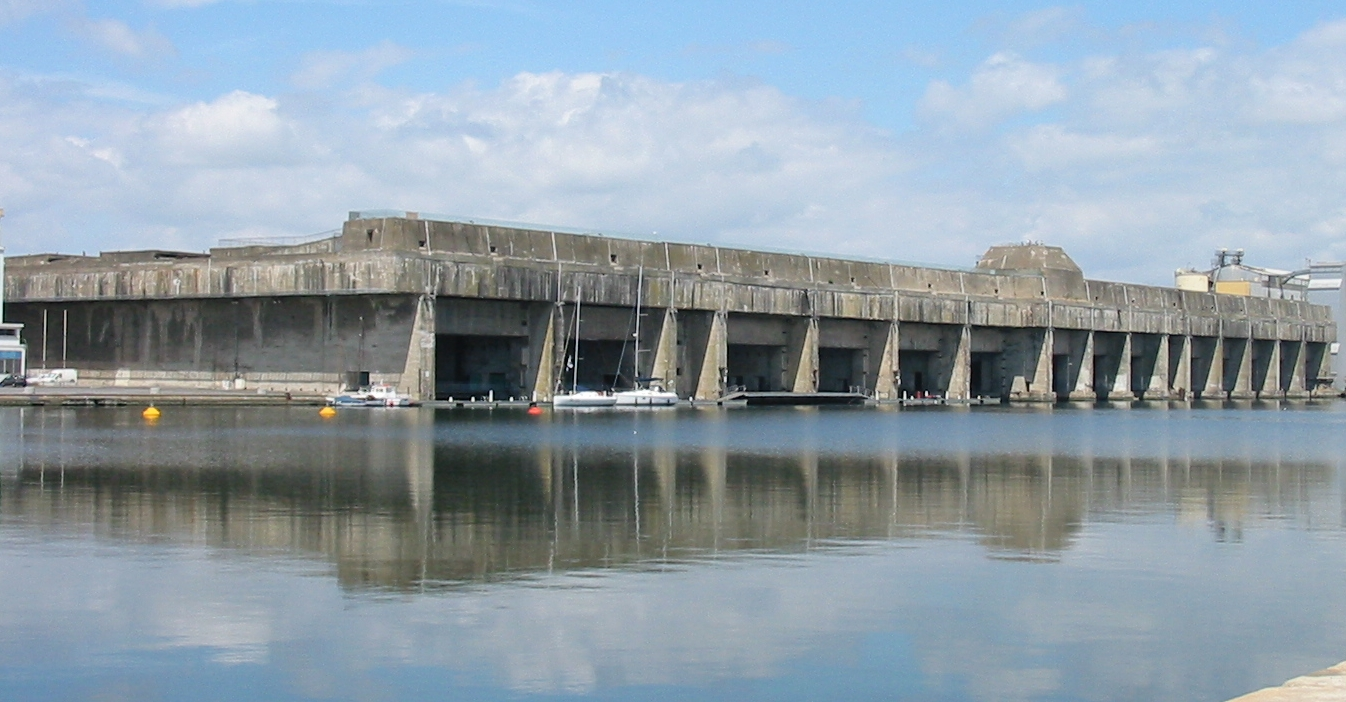
Бункер в Сен-Назер, ныне музей

Франция, имевшая протяжённое атлантическое побережье, рассматривалась немецким ВМФ как важнейший район передового развёртывания подлодок. Ввиду значительной угрозы стоявшим во французских портах подлодкам со стороны союзной авиации, строительство бункеров во Франции было развернуто с большим размахом.
Бордо — крупный бункер и закрытый сухой док для подлодок: постройка второго не была завершена до конца войны.
Брест — чрезвычайно крупный бункер из 15 «пеналов» начал строиться в 1941 и закончен в 1942 году. ВВС Великобритании активно бомбили город с 1941 года в попытке помешать строительству, но не преуспели в этом, хотя городу был нанесён серьёзный урон. Ввиду отсутствия бомб, способных пробить крышу бункера, бомбардировки в 1942 году были прекращены и далее не возобновлялись до захвата бункера американскими войсками в 1944 году. После войны предполагалось взорвать бункер, но ввиду чрезвычайной прочности конструкции и близости гражданского госпиталя, от планов было решено отказаться.
Ля Рошель — крупный бункер и укрытая стоянка для подлодок были построены в 1941—1944 годах.
Лорьян — крупнейшая внешняя база Кригсмарине, Лорьян располагал одновременно шестью бункерами — крупными бункерами «Keroman I», «Keroman II» и «Keroman III», бункером «Scorf» и двумя небольшими стоянками «Dom»
Бункеры «Keroman I» и «Keroman II» считались уникальным, так как это были единственные два полностью «сухих» бункера. Доставляемая в бункер подводная лодка по пологому пандусу поднималась из воды при помощи многоколёсной транспортной тележки, и доставлялась в расположенный на берегу бункер. Хотя система и была довольно уязвимой, тем не менее, она оказалась достаточно надёжной.
Сен-Назер — самая крупная бункерная база на территории Франции была построена с 1941 по 1943 год. Бункер длиной почти в 300 метров, шириной в 130 метров и высотой в 18 метров был построен из 480000 кубометров железобетона. Сверху его защищала крыша толщиной до 8 метров и состоявшая из четырёх слоев: первый слой, 3,5 метра железобетона, был прикрыт «подушкой» из 0,35 м толщиной гранитных плит. Третий уровень состоял из 1,5 метров железобетона, и верхний состоял из стальных балок общей толщиной в 1,4 м.

База имела 14 «пеналов» для субмарин. «Пеналы» с 1 по 8 были сухими доками для подлодок длиной 92 метра и шириной 11 метров. Пеналы с 9 по 14-й были просто стоянками для подлодок, длиной 67 метров и шириной 17. В каждом из них могли находиться одновременно по две подлодки типа VII.
Кроме того, в 1944 году была начата постройка дополнительной стоянки, но она так и не была завершена из-за освобождения порта союзными войсками.

### Базы на территории Норвегии
Норвегия сравнительно меньше подвергалась воздушным бомбардировкам, к тому же этот театр был в 1940—1941 удалён от основных позиций подводных лодок в Атлантике, поэтому строительству укрытий там не уделялось Кригсмарине особого внимания. Положение изменилось с 1942 года, с начала активных конвойных операций в Мурманск.
Берген — строительство бункера «Bruno» началось в конце 1941 года. Из-за сложных погодных условий и пассивного противодействия населения, строительство бункера постоянно задерживалось и был готов он с сильным запозданием. Сложности с доставкой в Норвегию стройматериалов привели к тому, что для укрепления бункера излишне широко использовалась гранитная крошка, не скреплённая цементом. Бункер имел три укрытые стоянки и три герметизируемых сухих дока. Изначальный проект предусматривал строительство двухъярусного бункера, на втором ярусе которого располагались бы жилые помещения, но по техническим причинам проект был упрощён. В 1944 году бункер был выведен из строя англичанами с помощью 5-тонных бомб Tallboy.
Тронхейм — бункер «Dora 1» был построен осенью 1941 года. Укрытый 3-метровой бетонной крышей, бункер имел в длину 153 м и в ширину 105 м и мог одновременно базировать до 16 подлодок в своих 5 «пеналах». При постройке бункера был допущен ряд ошибок, результатом которых стало «провисание» конструкции. Тем не менее, это не мешало ни эксплуатации бункера немцами, ни послевоенному использованию норвежским флотом.
Второй, меньший бункер «Dora 2» был начат постройкой в 1942, но не завершён до конца войны.

## Бомбардировки союзников
С самого начала постройки, бункеры рассматривались как наиболее важные и сложные мишени бомбардировочной авиацией союзников. Интенсивные бомбардировки бункеров английской авиацией в 1941—1942 годах показали, что обычные авиабомбы практически не в состоянии нанести какой-либо урон бункерам. В попытке разработать средство для поражения бункеров, союзники рассматривали самые разные идеи, включая использование специальных авиаторпед для атаки входов (немцы предупредили такие попытки, защитив ворота противоминными сетями), разработку планирующих авиабомб, способных лететь на небольшой высоте над водой и влетать в ворота бункера.
В итоге, прорыв был достигнут в 1944 году, с появлением бетонобойных бомб Tallboy. Сбрасываемые с большой высоты, 5-тонные бомбы разгонялись до сверхзвуковой скорости и могли пробивать крыши бункеров. Даже в тех случаях, когда бомбы не поражали крышу насквозь, сотрясение от взрыва приводило к обрушению внутренних перекрытий и выходу дока из строя. Американцы разработали аналогичное оружие в виде ракетной бетонобойной «Бомбы Диснея».

## После войны

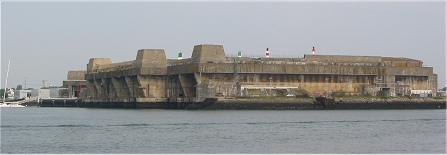
Бункер на базе Лорьян, использовавшийся французскими субмаринами как защищенная ремонтная база до 1997 года

Ряд бункеров вскоре после войны был разрушен зарядами взрывчатки для расчистки места в портах, или уничтожен при испытании новых видов оружия. Некоторые бункеры — такие, как комплекс в Лорьяне — использовались после войны по назначению флотами тех государств, на чьей территории находились. Так, французские АПЛ рассматривали Лорьян как основную базу в случае войны вплоть до 1997 года.

## Источник
- «HITLER’S U-boat Bases» Jak P Mallmann Showell 2002 Sutton Publishing ISBN 0-7509-2606-6 p. 1
- Bradham, Randolph (2003). Hitler’s U-boat Fortresses. p. p49-51. ISBN 978-0-275-98133-4. Retrieved 2008-07-09.
- «Roosevelt and Churchill begin Casablance Conference». This Day in History. history.com. Retrieved 2008-07-09.
- «World War II Timeline: January 14, 1943-January 21, 1943». Russian Army Repels Hitler’s Forces: August 1942-January 1943.